# Alpha2-agoniste
Les α2-agonistes (du grec ἄγω, je conduis) représentent une classe de sédatifs et d'analgésiques très utilisés en anesthésiologie vétérinaire.

## Mode d'action
Les α2-agonistes, comme leur nom l'indique, stimulent les récepteurs adrénergiques α2, ainsi que les récepteurs α1. Les affinités pour ces deux types de récepteurs dépendent des molécules appartenant à cette classe pharmacologique.
Ils miment les effets de la noradrénaline au niveau des récepteurs α2 et provoquent une inhibition du système nerveux sympathique, responsables d'une diminution de la vigilance, de la nociception et du tonus musculaire. 
Les α2-agonistes agissent, mais dans une moindre mesure, sur les récepteurs adrénergiques α1, ce qui provoque une vasoconstriction périphérique et une hypertension.
| α2-agonistes | Ratio {\displaystyle {\frac {\alpha _{2}}{\alpha _{1}}}} |
| Médétomidine | 1620                                                     |
| Romifidine   | 440                                                      |
| Xylazine     | 160                                                      |

## Utilisation en anesthésiologie
Les α2-agonistes sont utilisés comme sédatifs et myorelaxants en prémédication ainsi qu'en tant d'antalgiques, notamment en analgésie multimodale.
Ils potentialisent entre autres les anesthésiques halogénés (halothane, isoflurane...). Leur effet sédanalgésique s'obtient en environ 30 secondes par voie intraveineuse et en 10 à 20 minutes par voie intramusculaire. Leur effet analgésique dure en moyenne 40 à 60 minutes tandis que leur effet sédatif dure environ 1 à 2 heures.

## Effets secondaires / Contre-indications
Les α2-agonistes sont de forts dépresseurs cardio-respiratoires. Ils sont responsables d'une bradycardie sinusale : la fréquence cardiaque peranesthésique devient inférieure de 40 à 50 % à la fréquence cardiaque préanesthésique.
D'autre part, on peut considérer que plus le ratio {\displaystyle {\frac {\alpha _{2}}{\alpha _{1}}}} est petit, plus le principe actif est vasoconstricteur et hypertenseur.
Les α2-agonistes sont contre-indiqués surtout chez les insuffisants cardiaques et les patients débilités. De manière générale, ils ne doivent être utilisés que chez les patients d'âge moyen en bonne santé.
Il est déconseillé de les utiliser en obstétrique et en néonatalogie.

## Intoxication aiguë, overdose
En cas d'intoxication aiguë, des antidotes, de la classe des α2-antagonistes, sont injectés, comme l'atipamézole et la yohimbine.

## Médicaments de la pharmacopée vétérinaire française
- Médétomidine (DOMITOR)
- Dexmédétomidine (DEXDOMITOR)
- Détomidine (DOMOSÉDAN)
- Romifidine (ROMIDYS)
- Xylazine (ROMPUN 2 %)